# Rhaphidophora elliptifolia
Rhaphidophora elliptifolia — вид квіткових рослин із родини Araceae, роду Rhaphidophora. Це ліана, рідним ареалом якої є Борнео.